# Indian Hills (Nowy Meksyk)
Indian Hills – jednostka osadnicza w Stanach Zjednoczonych, w stanie Nowy Meksyk, w hrabstwie Torrance.